# Mymoorapelta
Mymoorapelta ("štít z lomu Mygatt-Moore") byl rod ankylosauridního dinosaura, žijícího v období svrchní jury v souvrství Morrison (stát Colorado, USA). Tento taxon je znám na základě pozůstatků neúplné lebky, částí tří různých koster a dalšího postkraniálního materiálu. Dosahoval délky asi 2,7 až 3 metry a hmotnosti kolem 300 kg.

## Systematické zařazení
Není dosud jisté, do které čeledi tento rod patří. Jisté je, že je jedním z nejstarších známých ankylosaurů, osvětlujících vznik a vývoj této rozsáhlé skupiny tyreoforních dinosaurů.